# برنارد مارتن (منافس ألعاب قوى)
برنارد مارتن (بالفرنسية: Bernard Martin)‏ هو منافس ألعاب قوى فرنسي، ولد في 19 فبراير 1943.

## وصلات خارجية
- برنارد مارتن على موقع الاتحاد الفرنسي لألعاب القوى (الفرنسية)
- برنارد مارتن على موقع اللجنة الأولمبية الدولية (الإنجليزية)
- برنارد مارتن على موقع أوليمبيديا (الإنجليزية)